# Cladura alpicola
Cladura alpicola är en tvåvingeart. Cladura alpicola ingår i släktet Cladura och familjen småharkrankar.

## Underarter
Arten delas in i följande underarter:
- C. a. alpicola
- C. a. setuliloba